# UGC 10214
UGC 10214, auch Tadpole Galaxy genannt, was zu deutsch Kaulquappengalaxie heißt, ist eine Balken-Spiralgalaxie vom Hubble-Typ SBc im Sternbild Draco am Nordsternhimmel. Sie ist schätzungsweise 424 Millionen Lichtjahre von der Milchstraße entfernt, der Schweif erstreckt sich über eine Länge von etwa 280.000 Lichtjahren.
Im selben Himmelsareal befinden sich unter anderem die Galaxien PGC 57108, PGC 57109, PGC 57087.

## Schweif
Der Schweif stammt von einer Begegnung mit einer kleineren Galaxie, deren Gravitationskräfte Sterne, Gas und Staub aus der Ursprungsgalaxie heraussaugten. Dieses Material bildet den Schwanz mit seinen zahlreichen Sternentstehungsgebieten und Sternhaufen. 
Halton Arp gliederte seinen Katalog ungewöhnlicher Galaxien nach rein morphologischen Kriterien in Gruppen. Diese Galaxie gehört zu der Klasse Galaxien mit schmalen Filamenten.

## Sonstiges
In der Galaxie selbst wurden die Supernovae SN 2007cu (Typ-II) und SN 2008dq (Typ-Ic) beobachtet.